# Phyllanthus pachyphyllus
Phyllanthus pachyphyllus är en emblikaväxtart som beskrevs av Johannes Müller Argoviensis. Phyllanthus pachyphyllus ingår i släktet Phyllanthus och familjen emblikaväxter. Inga underarter finns listade i Catalogue of Life.